# 池田政辰

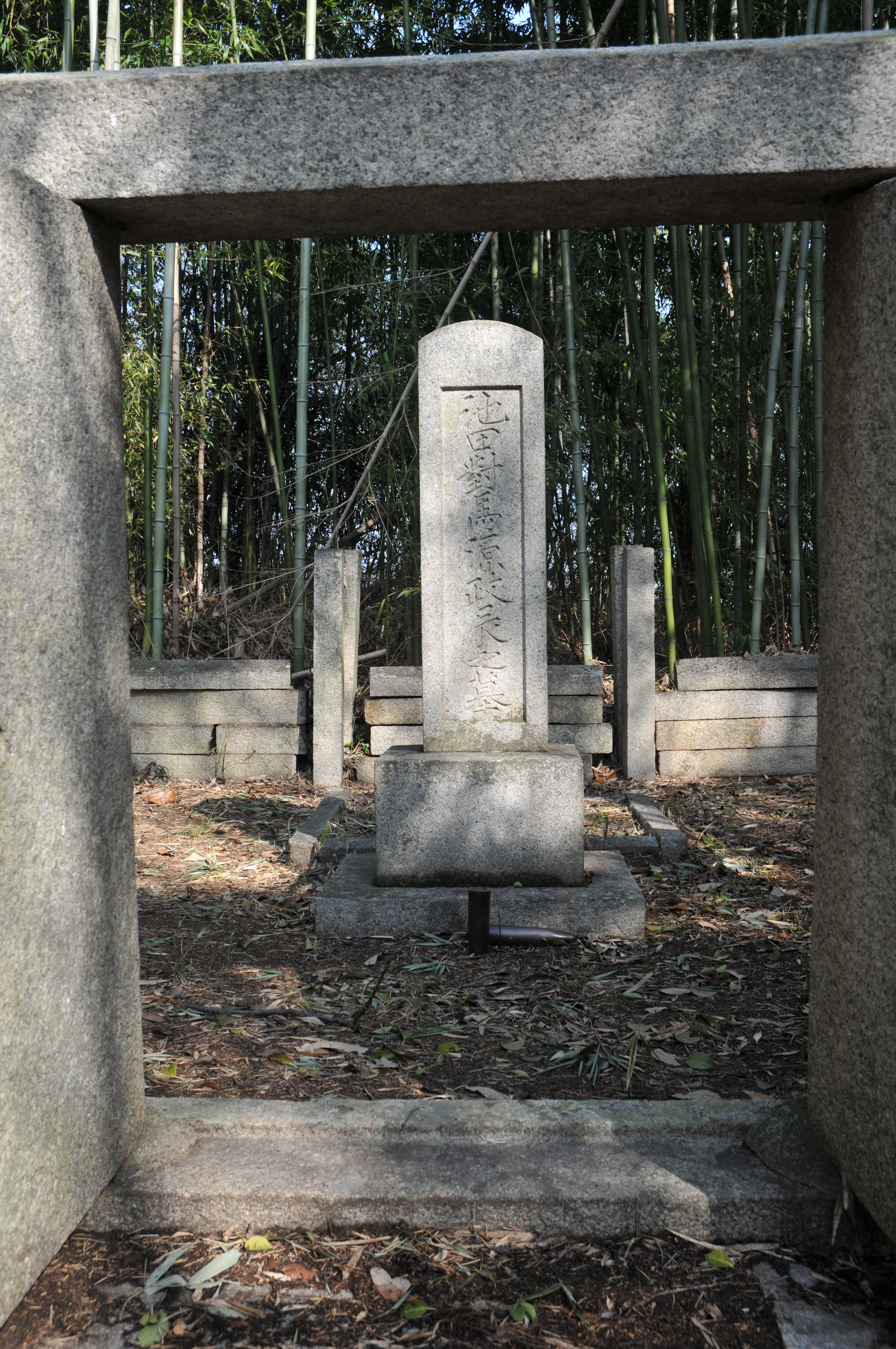
池田政辰の墓

池田 政辰（いけだ まさたつ、元文2年4月24日（1737年5月23日） - 宝暦12年4月15日（1762年5月8日））は、岡山藩の中老格。天城池田家嫡子。
天城池田家第6代池田政純の嫡男。幼名平之進。通称出羽、山城、対馬。別名政倫。正室は池田大学長処の娘。子は池田長玄室銀子、池田政真、池田金之丞。
元文2年（1762年）、天城池田家政純の子として誕生する。寛延3年（1750年）、藩主池田継政に御目見し、老中末席（池田森臻次席）となる。宝暦8年（1758年）2月、池田大学長処の娘と結婚する。宝暦9年（1759年）5月26日、龍次郎（政真）誕生（妾腹）。宝暦10年（1761年）より大病を患い、一旦回復するも、宝暦12年（1762年）4月15日没。享年26。
天城池田家の家督は、妹唯子の夫の政喬（3代藩主継政の次男）が政純の養子となって相続し、政辰の子の濤子と政真はその養子となった。政真は家督を継ぐことなく、安永7年（1778年）20歳で早世している。墓所は天城池田家墓所（岡山県倉敷市）。